# Isarparallele
Die Isarparallele war ein geplantes und teilweise auch verwirklichtes innerstädtisches Schnellstraßenprojekt in München.

## Verlauf

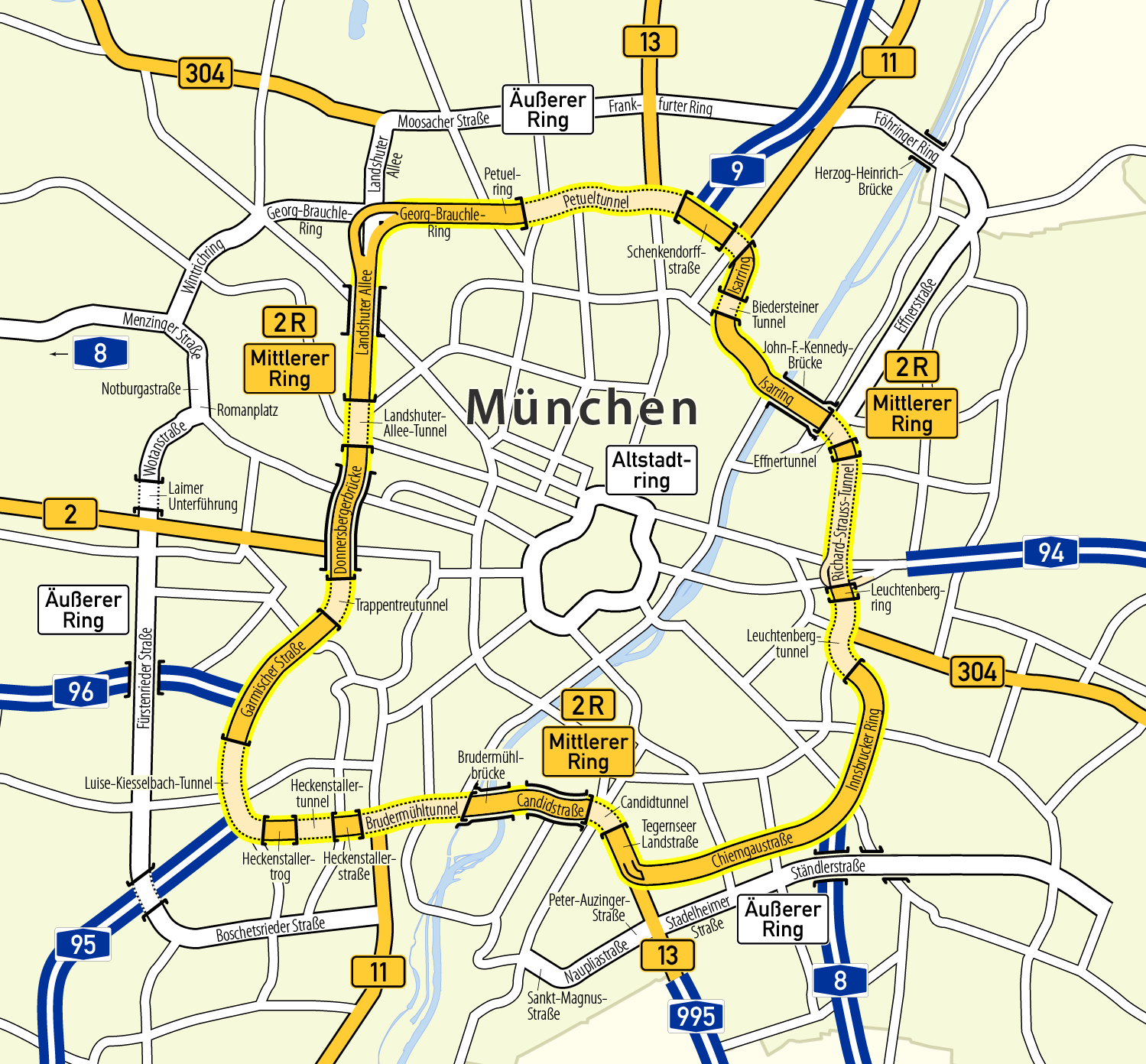
Mittlerer Ring in München: Verlauf der Isarparallele am westlichen Isarufer

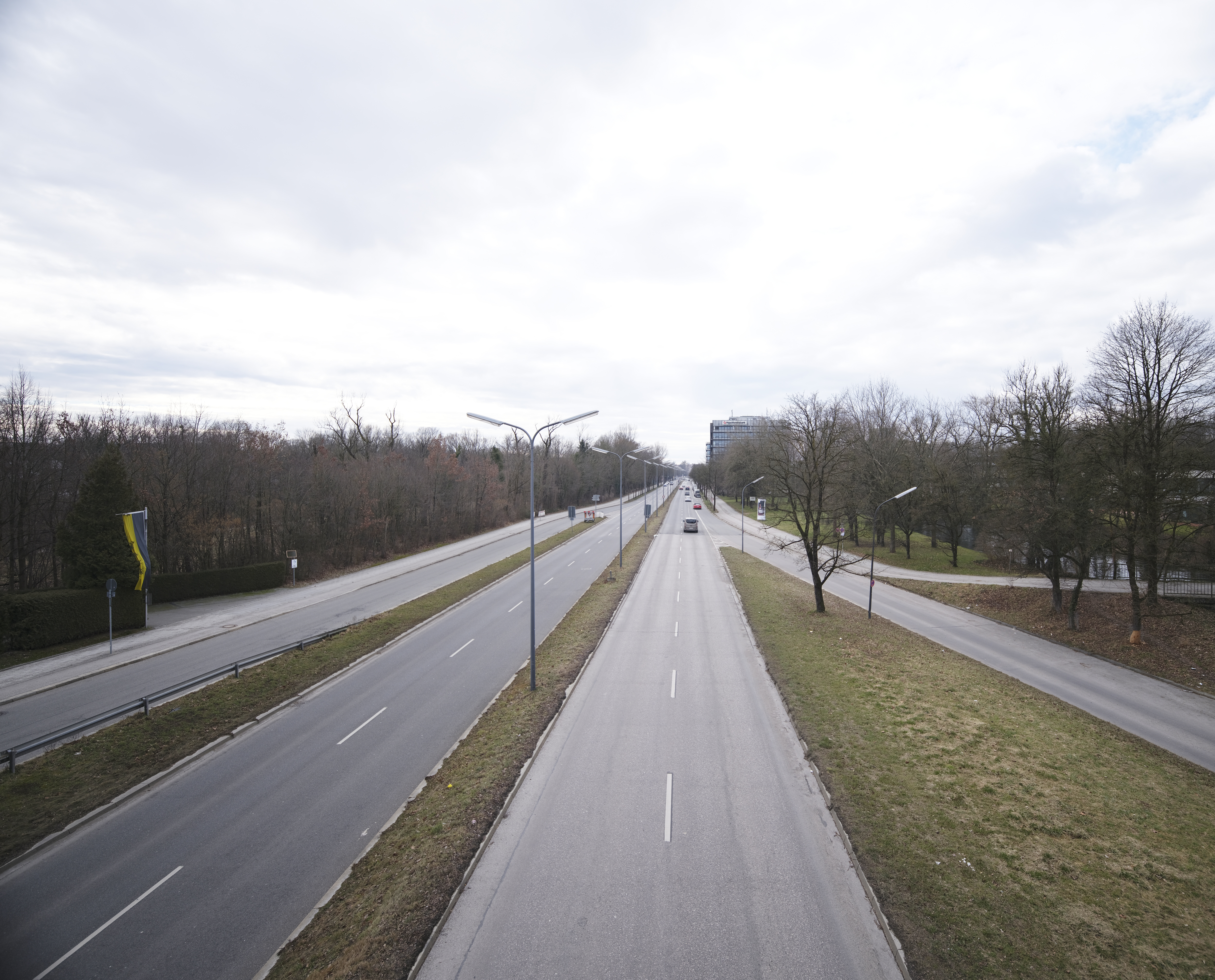
Der ausgebaute Teil der Isarparallele: Ifflandstraße (Blickrichtung nach Süden)

Die Isarparallele sollte am westlichen (linken) Isarufer entlangführen und den nördlichen Mittleren Ring (heutige Bundesstraße 2 R, Isarring) mit dem südlichen Mittleren Ring bei der Brudermühlbrücke verbinden. Sie sollte damit auf der Linie der Straßenzüge (von Norden) Ifflandstraße, Widenmayerstraße, Steinsdorfstraße, Erhardtstraße, Wittelsbacherstraße, Isartalstraße und Schäftlarnstraße verlaufen. Die Kreuzungen an den Isarbrücken sollten durch Unterführungen ausgeführt werden.

## Geschichte
Die Planung der Isarparallele basierte auf den Vorstellungen von einer autogerechten Stadt (Jensen-Plan 1963 als Tangente 2 Ost). Ab Ende der 1950er Jahre wurde der Mittlere Ring ausgebaut, der Isarring mit der John-F.-Kennedy-Brücke über die Isar wurde am 18. Dezember 1963 dem Verkehr übergeben. Dabei wurde eine großzügig angelegte linksgerichtete Trompete als Abzweig zur (noch nicht ausgebauten) Ifflandstraße gleich miterrichtet.
Der Ausbau der Ifflandstraße als vierspurige, richtungsgetrennte Magistrale mit Mittelstreifen bis zur höhenfrei ausgeführten Kreuzung mit der Tivolistraße erfolgte im Jahr 1967. Im weiteren Verlauf nach Süden waren neben der ausgeführten Kreuzung an der Max-Joseph-Brücke (Tivolistraße) Unterführungen an der Prinzregentenbrücke, Maximiliansbrücke, Ludwigsbrücke, Corneliusbrücke, Reichenbachbrücke und Wittelsbacherbrücke geplant. Die Süddeutsche Zeitung vom 17. August 1966 schrieb hierzu:
Die Tivolistraße wird mit je zwei Fahrspuren im Zug der Widenmayer-/Ifflandstraße in einer Breite von 14 Metern untertunnelt. Dazu kommen zwei Rampenfahrspuren mit zehn Metern für abbiegende Kraftfahrzeuge sowie Gehsteige und Radwege. Die Gesamtbreite der Anlage wird 45 Meter betragen.
Die Weiterführung der Schnellstraße nach Süden wurde nicht verwirklicht, der Verkehr läuft über die Isarkaistraßen sowie nach Süden teilweise über Parallelstraßen abseits des Flusses (Emil-Riedel-Straße, Oettingenstraße, Sternstraße, Auenstraße). Im Stadtentwicklungsplan 1975 ist in Kapitel X unter N. 4.2.3 Buchst. g festgehalten: Leistungssteigernde Maßnahmen im Zuge der früher geplanten Isarparallelen sind nicht mehr vorgesehen.
Die Planungen passten nicht mehr in die Zeit, das Konzept der autogerechten Stadt hatte sich als Albtraum erwiesen. So schrieb Erwin Schleich:
Es wäre geradezu erstaunlich gewesen, hätte die hypertrophe Stadtplanung der 60er Jahre nicht auch den Isarraum für den Ausbau Münchens zur autogerechten Stadt mißbrauchen wollen. Die berüchtigte sog. „Isarparallele West“ hätte als sechsspurige, kreuzungsfreie Schnellstraße mit nicht weniger als sieben Unterführungs- bzw. Überführungsbauwerken an den Brückenköpfen auf Kosten der Alleen gebaut werden sollen, wobei zum Teil sogar noch über das Flußbett auskragende Fahrbahnplatten vorgesehen waren.
In München hatten Architekten und interessierte Bürger im Münchner Forum nach dem Ausbau des Altstadtringtunnels unter dem Prinz-Carl-Palais die Stadtpolitik davon überzeugt, die großflächigen Planungen aufzugeben.
Nachdem die höhenfreie Isarparallele für den motorisierten Verkehr aufgegeben worden war, wurde auf dem anderen Isarufer der Isarradweg um 1990 im gesamten Stadtgebiet kreuzungsfrei ausgebaut.